# Paul Urbain
Paul Urbain (Jemappes, 24 januari 1957) is een Belgisch voormalig hockeyer en huidig bestuurder bij het BOIC.

## Levensloop
Urbain begon zijn hockeycarrière bij Royal Pingouin. Later werd hij actief bij Royal Uccle Sport. In seizoen 1983-'84 werd hij verkozen tot Gouden Stick.
Daarnaast maakte hij deel uit van het Belgisch hockeyteam, waarmee hij onder meer deelnam aan de Olympische Zomerspelen van 1976.
Na zijn spelerscarrière werd hij actief bij het BOIC. Voor deze organisatie was hij onder meer delegatieleider bij het Europees Olympisch Jeugdfestival van 1997, 1999, 2001 en 2003. Daarnaast stond hij mee aan de wieg van het Belgisch Arbitragehof voor de Sport  (BAS) en de Belgische Olympische Associatie (BOA). Ook maakte hij deel uit van de raad van bestuur van het BOIC en zetelde hij er in selectie- en antidoping commissie. In 2016 werd hij verkozen als voorzitter van de ethische commissie van het BOIC.
Zijn schoonbroer Robert Maroye was eveneens actief in het hockey.